# Stephanie Chaves-Jacobsen
Pour les articles homonymes, voir Chaves.
Stephanie Chaves-Jacobsen est une actrice australo-chinoise, née à Hong Kong le 22 juin 1980.

## Carrière
Stephanie est née à Hong Kong, d'un père d'origine chinoises, anglaises et norvégiennes et d'une mère d'origine portugaise. Sa famille emménage en Australie alors qu'elle est âgée de 12 ans.
Essentiellement actrice pour la télévision, elle a commencé sa carrière avec le rôle de Charlotte Adams dans le soap australien Summer Bay entre 2001 et 2002.
En 2007, elle interprète Kendra Shaw, officier à bord du Battlestar Pégasus dans le téléfilm Battlestar Galactica: Razor qui fut diffusé entre la saison 3 et la saison 4 de la série télévisée Battlestar Galactica.
En 2008, elle est recrutée pour intégrer l'équipe de Terminator : Les Chroniques de Sarah Connor avec le rôle de Jesse, une résistante envoyée du futur et ex-petite amie de Derek Reese.
En 2009, elle est annoncée au casting de Melrose Place : Nouvelle Génération, spin-off/remake de Melrose Place, la série culte des années 90. Elle doit y tenir le rôle de Lauren Yung, une étudiante en médecine également call-girl.
En 2010, elle fait partie du casting du téléfilm Quantum apocalypse.

## Filmographie

### Films
- 2007 : Battlestar Galactica: Razor (TV) : Kendra Shaw
- 2009 : The Devil's Tomb : Yoshi
- 2010 : Quantum apocalypse (TV) : Lynne
- 2012 : Alex Cross : Fan Yau Lee
- 2014 : Divorce sous surveillance (House of Secrets) (TV) : Allison
- 2018 : Invaders (Prime Vidéo) : Amélia

### Séries
- 2000 - 2001 : Pizza : Selina
- 2001 : Farscape : Infirmière Froy (saison 3, épisode 11)
- 2001 - 2002 : Summer Bay (Home and Away) : Charlotte Adams
- 2005 - 2006 : headLand (en) : Li-Liu Tan
- 2008 : Life on Mars : Maya Daniels (pilote originale, personnage recasté)
- 2008 - 2009 : Terminator : Les Chroniques de Sarah Connor : Jesse Flores (10 épisodes - saison 2)
- 2009 - 2010 : Melrose Place : Nouvelle Génération : Lauren Yung
- 2011 : Mon oncle Charlie (Two and a half Men) : Pénélope (saison 9, épisode 2)
- 2011 : Three Inches : Tess Watts (pilote de série non retenu)
- 2013 : Boomerang : Angela Hamilton (pilote de série non retenu)
- 2013 : Hawaii 5-0 (Hawaii Five-O) : Amy Davidson (saison 3, épisode 14)
- 2014 : Revenge : Niko Takeda (4 épisodes - saison 3)
- 2014 : Star-Crossed : Eva Benton
- 2014 : NCIS : Enquêtes spéciales : Leia Pendergrast